# Vedado de Peñaflor

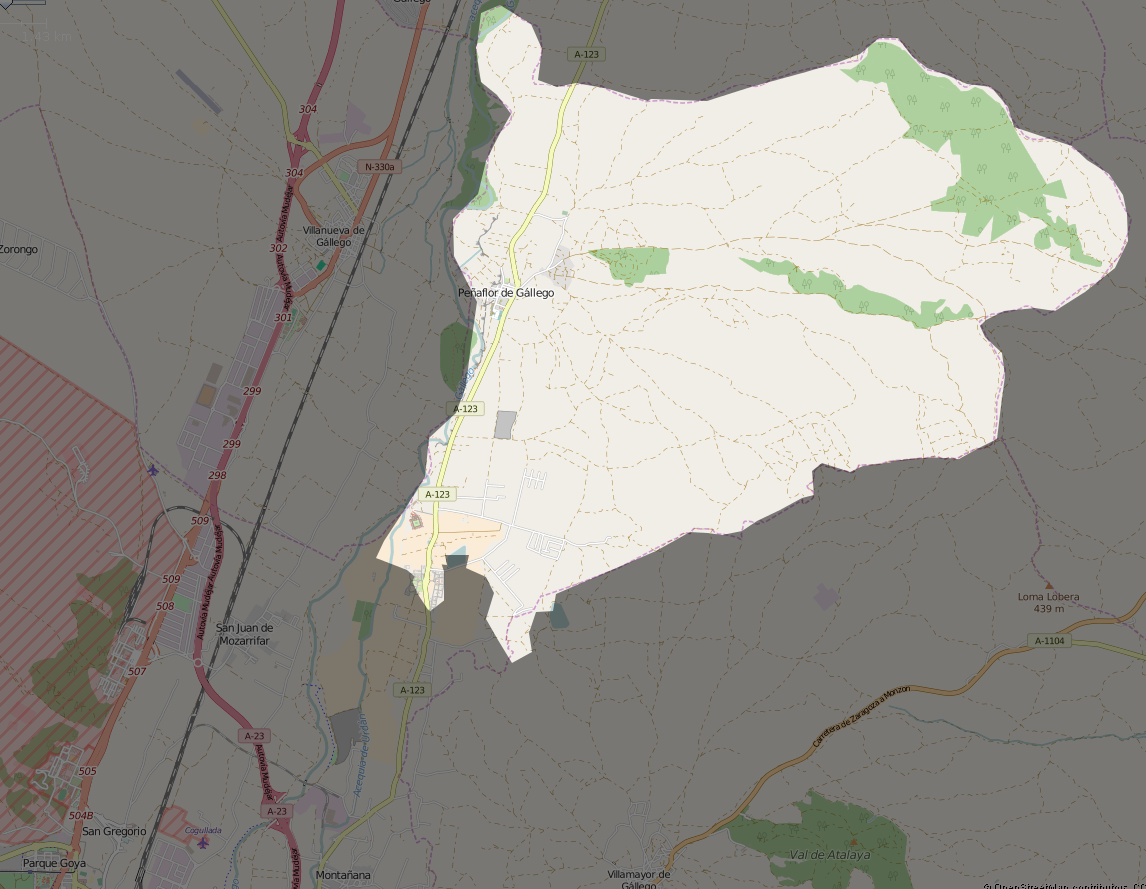
Mapa del distrito de Peñaflor donde se ven las manchas verdes que conforman el Vedado de Peñaflor.

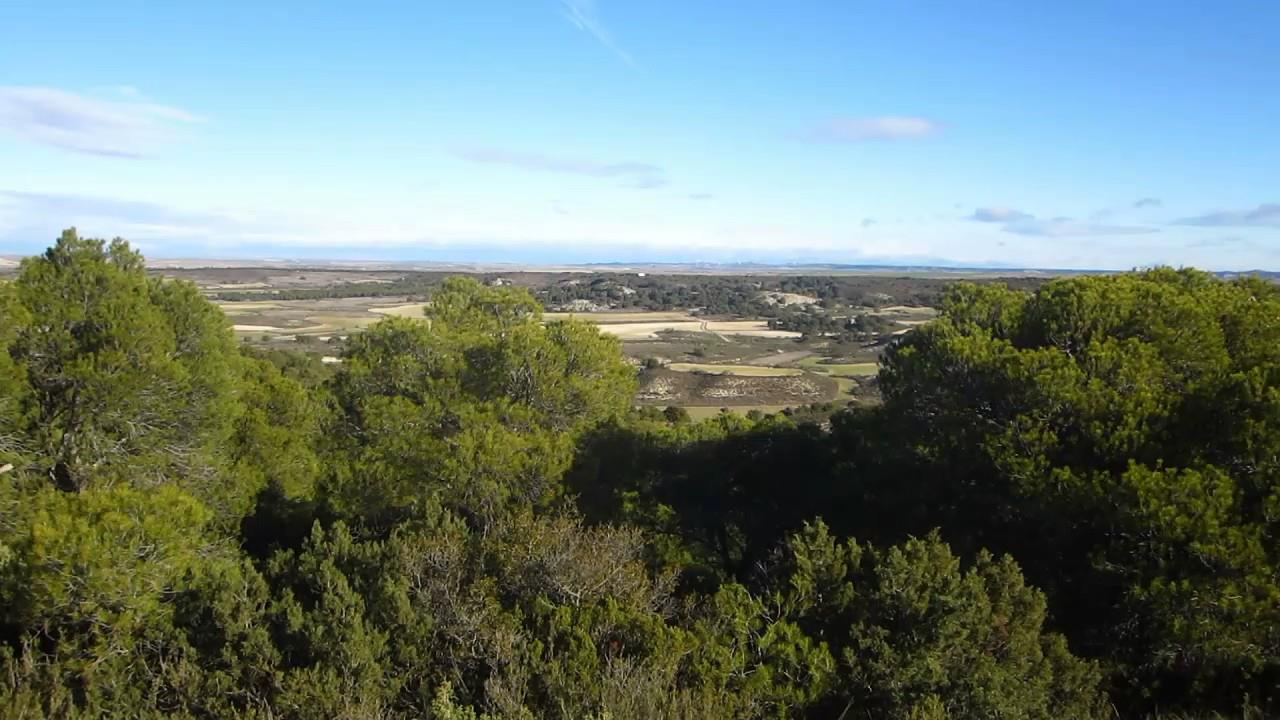
Vista del Vedado de Peñaflor donde se intercalan campos de cultivo y matorral.

El Vedado de Peñaflor, es un espacio natural de bosque mixto mediterráneo situado a 20 km de Zaragoza, en el este de Peñaflor de Gállego que, junto al pinar de la ermita de San Cristóbal, forma un conjunto verde que contrasta con la aridez y sequedad de los Monegros y que recoge una importante nidificación de avifauna. Los montes del Vedado alcanzan unos 400 m s. n. m. y cubren unas 600 hectáreas en las que se intercalan zonas de bosque, zonas de matorral y zonas agrícolas. En la parte alta del Vedado se encuentra una torre de vigilancia para prevenir incendios y la casa de los guardas forestales. Este paraje aporta una gran riqueza medio ambiental y es el hábitat de muchas especies de animales y vegetales que dan vida a estos montes. Entre los árboles del entorno destaca el llamado «Pino Guitón», una especie de pinus halepensis con un gran porte y de notable antigüedad.

## Etimología
La palabra vedado viene del participio de vedar y a su vez, de la palabra latina vetāre.
El nombre del lugar hace referencia a un espacio o campo cerrado, cercado o prohibido por una ley u ordenanza. Es decir, un paraje vetado.  Sin embargo, a pesar de esta denominación, el Vedado de Peñaflor no está prohibido ni vetado para la gente que pase por los alrededores. Este paraje es propiedad del Ayuntamiento de Zaragoza y está abierto para su uso dentro del ocio y disfrute que proporciona este espacio natural.

## Interés natural
La singularidad del Vedado de Peñaflor y su entorno estriba en que se trata de una zona arbolada natural inmersa en un entorno semiárido, rodeado de estepas cerealistas, carrizales salinos y monterizas cubiertas por matorral de baja talla.
Se trata de uno de los escasos y mejor conservados bosques naturales existentes en el municipio, en el que se alternan los espacios forestales y agrícolas generando una variabilidad de hábitats que se constituyen en excelentes refugios para la fauna y que alberga, asimismo, una especial singularidad y riqueza florística. Se muestra como uno de los puntos de concentración de biodiversidad más relevantes del término municipal. Todo ello, unido a su ubicación estratégica en el entorno de la ciudad de Zaragoza, integrado en el barrio rural de Peñaflor de Gállego, hace que este espacio natural forme parte de la historia y el patrimonio cultural de la sociedad zaragozana. De esta manera el potencial ecológico, social y cultural del espacio ofrece una de las oportunidades y de los retos más interesantes en la gestión municipal. Las actuaciones de repoblación forestal, tratamientos selvícolas y fitosanitarios se han repetido de manera continua en estos años.
Además desde hace años se viene realizando una constante labor de seguimiento de las colonias, tanto del cernícalo primilla, especie que cuenta con un plan autonómico de protección, como del resto de rapaces presentes.

## Fauna
Uno de los grandes atractivos que posee el Vedado de Peñaflor es la gran variedad de aves que anidan y viven en él, de tal forma que se ha convertido en un punto clave para personas naturalistas, sobre todo para aquellas más aficionadas a la ornitología. Entre las especies más destacadas encontramos los milanos, tanto reales como negros, el águila real o el águila calzada. Entre otras aves de menor tamaño y menos visibles están el pico picapinos, el torcecuellos o la curruca cabecinegra.
Además, en el Vedado de Peñaflor habita una población importante de cernícalo primilla, que contribuye a la recuperación de una especie que estuvo a punto de desaparecer en España en la década de 1980.
Algunos animales que habitan estos montes son los jabalíes, zorros, liebres, conejos y tejones. También hay ratones de campo y lirones caretos.

## Flora
El equilibrio que tienen estos montes entre la zona agraria, la zona de bosque y la zona de matorral le dan a todo el conjunto las características de una dehesa mediterránea. Este conjunto natural proporciona un microclima húmedo y fresco que contrasta con la sequedad de los Monegros. Además, este tipo de bosques suponen un pulmón verde que ayudan a disipar la contaminación y generar oxígeno.
La especie que más abunda en el Vedado de Peñaflor es el pino carrasco, que es típico de la región mediterránea y resiste muy bien tanto las sequías prolongadas como las altas temperaturas, junto con la sabina albar o la carrasca. A este bosque lo acompaña un rico sotobosque con especies como las efedras, espinos negros, olivillas, lentisco, gayuba, sabina negral y otras muchas. Por otro lado, en referencia a las plantas semirparásitas, el muérdago se puede encontrar entre las ramas de los pinos. En total hay más de 250 especies diferentes.
Los diferentes microambientes que se generan en esta zona permiten que los verdes del bosque se entrelacen con los ocres y amarillos de los fondos de vales y sus cultivos de secano. Además, en determinados enclaves la humedad y la salinidad permiten que existan zonas con tamarizales y carrizales, que aumentan aún más si cabe su biodiversidad, albergando una gran variedad de fauna.

## Actividad

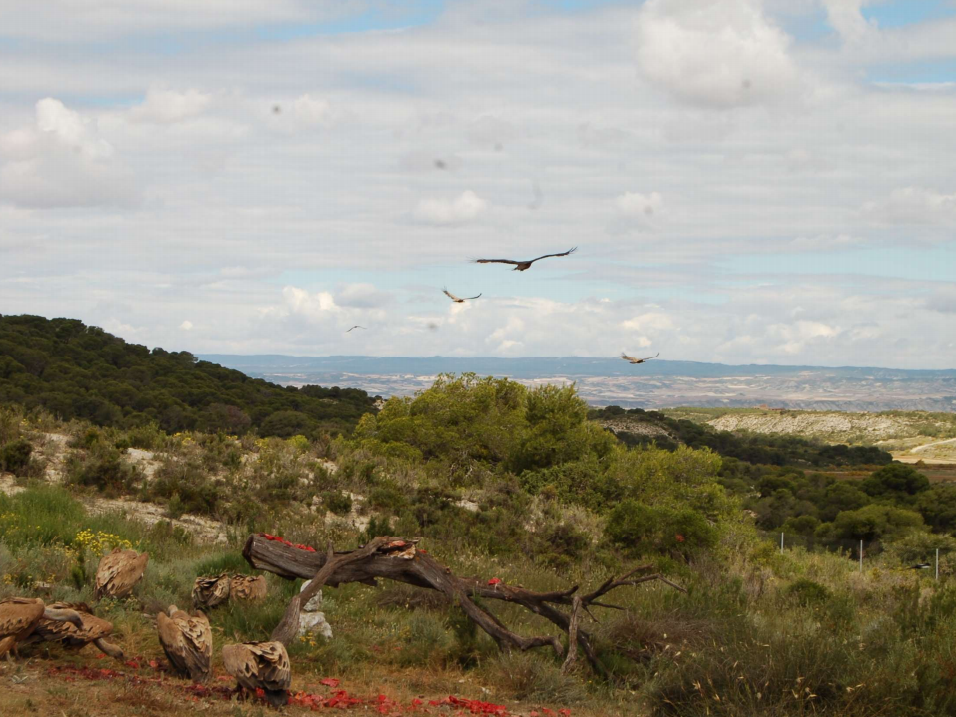
Buitres alimentándose en el Vedado de Peñaflor.

El Vedado de Peñaflor permite realizar multitud de actividades que van desde el disfrute de la naturaleza hasta el trabajo agrícola y ganadero. Es un lugar en el que se pueden recorrer distintos senderos y rutas, tanto a pie, como en bicicleta o a caballo. También se practican diversas actividades como la búsqueda de insectos o la recolección de setas y bayas, ya que es una fuente natural de estos recursos. El Vedado también es aprovechado para el pastoreo, que se nutre de los pastos y matorrales que forman parte de lugar. De igual manera, los agricultores aprovechan parte del terreno para el cultivo de cereales y otras plantas que crecen a la sombra de los montes y se benefician de la humedad que proporcionan.
En el entorno de este bosque natural, el Ayuntamiento de Zaragoza viene realizando repoblaciones forestales desde principios del siglo XX. Al principio se realizaban exclusivamente con pino carrasco, pero desde hace 27 años se acompañan de otros arbustos como coscoja, lentisco, sabina y otras especies vegetales que lo acompañan. Para esta actuación se ha involucrado a centros educativos de la ciudad y alrededores, permitiendo que el alumnado plante los árboles. De esta forma se conciencia desde la infancia de la importancia de los bosques para nuestra calidad de vida, mostrándose la enorme biodiversidad que albergan.
Por otro lado, desde la Agencia de Medio Ambiente y Sostenibilidad del Ayuntamiento de Zaragoza, se vienen desarrollando actuaciones de seguimiento de la fauna en el paraje y se realizan aportaciones alimenticias para las aves del entorno de una manera equilibrada.